# Enguerrand II de Coucy
Pour les articles homonymes, voir Enguerrand de Coucy.
Enguerrand II de Coucy dit de La Fère ou de Marle, seigneur de Coucy, de Marle, de La Fère, de Crécy (sur-Serre), de Vervins, de Pinon, de Landouzy (la-Ville), de Fontaine (lès-Vervins), et de quelques autres lieux.

## Biographie

Armes des sires de Coucy.

Contrairement à son père le seigneur-brigand Thomas de Marle, Enguerrand II administre paisiblement son domaine et s'attache surtout à gouverner ses terres, dotant notamment son château d'une chapelle dont les substructions constituent de nos jours les vestiges les plus anciens de Coucy.
En 1131, il épouse Agnès de Beaugency, cousine au second degré du roi Louis VII de France, et fille de Raoul Ier de Beaugency et de Mahaut ou Mathilde de Vermandois, elle-même fille d'Hugues Ier de Vermandois, frère du roi Philippe Ier de France. Agnès lui donne deux fils Raoul Ier de Coucy et Enguerrand.
Philippe Ier de France et Hugues Ier de Vermandois étant frères, leurs enfants respectifs, Louis VI de France et Mahaut ou Mathilde de Vermandois sont donc cousins germains. Leurs petits-enfants respectifs, Louis VII de France et Agnès de Beaugency sont donc cousins au second degré.
Il passe le plus clair de ses loisirs à chasser dans les bois, où la légende raconte qu'il aurait tué une bête féroce (un lion, selon certaines sources) qui terrorisait le pays.
S'étant croisé ainsi qu'Érard III de Breteuil son beau-frère, lors de la deuxième croisade (1147-1149), pour accompagner le roi Louis le Jeune et l'empereur Conrad III, ils moururent tous les deux vers l'an 1147.

## Sigillographie et emblématique
Le sceau d'Enguerrand de Coucy est l'un des premiers sceaux équestres armoriés, ce qui constitue une étape importante dans le processus de naissance des armoiries.

### Articles Connexes
- Liste des seigneurs de Coucy
- Coucy
- Château de Coucy
- Maison de Coucy